# Josef Pilnáček
Josef Pilnáček, jako autor też: Josef Pilnáček-Radostic (ur. 9 lutego 1883 w Černej Horze, zm. 21 grudnia 1952 w Wiedniu) – czeski historyk, genealog, heraldyk.
Pochodził z czeskiej rodziny rzeźnika Josefa Pilnáčka i Josefy z domu Přibylová, pochodzącej z pobliskiego Jestřebí. Szkołę powszechną ukończył w Černé Hoře, niższe I Czeskie Gimnazjum w Brnie i Średnią Szkołę Rolniczą w Przerowie, w której zdał maturę. Po odbyciu rocznej służby wojskowej w pułku kawalerii w Pradze (1902–1903), zdecydował się na karierę wojskową, dochodząc do stopnia podporucznika. W 1911 roku odszedł z armii, zostając zarzącą majątku ziemskiego ojca. W czasie I wojny światowej służył w kawalerii, zostając rotmistrzem, a po jej zakończeniu ożenił się z Marie Mediansky z Budapesztu, wdową po niemieckim bankierze, z którą osiadł na stałe w Wiedniu jako rentier. W stolicy Austrii rozwinął studia nad genealogią i heraldyką dawnych rodów morawskich i śląskich, korzystając z bogatych zasobów tamtejszych archiwów i bibliotek oraz kontaktów z wieloma genealogami działającymi w Austrii, Niemczech i Czechosłowacji. Pilnáček poznał znakomitego czeskiego historyka, genealoga i heraldyka Augusta Sedláčka, który z zainteresowaniem obserwował jego działalność badawczą i go wspierał.

## Czechosłowacki Instytut Krajoznawczy w Wiedniu
W 1933 roku założył Wiedeński Czechosłowacki Instytut Krajoznawczy (Vídeňský československý vlastivědný ústav), który miał za zadanie poszukiwać i dokumentować wszelkie pamiątki historyczne i kulturowe (m.in. archiwalia, rękopisy, rzadkie druki, muzealia) dotyczące Czechosłowacji, jakie są zgromadzone w Austrii, jak również pozyskiwać reprodukcje, odpisy, czy wypisy z austriackich źródeł historycznych dotyczących Czech, Moraw, Śląska i Słowacji, w celu udostępniania ich do badań naukowych i krajoznawczych. Instytut miał być zatem centrum informacji naukowej o dziedzictwie kulturowym Czechosłowacji znajdującym się w Austrii, wydającym specjalny kwartalnik pt. „Czechosłowackie Pamiątki na Obczyźnie” („Československé památky v cizinĕ”). Instytut Krajoznawczy nie miał szans na rozwinięcie szerszej działalności ze względu na postępy narodowego socjalizmu w Austrii, zwieńczone wcieleniem jej do III Rzeszy.

## Dorobek badawczy
Pilnáček wykonał szeroko zakrojoną, tytaniczną wręcz pracę poszukiwawczą na Morawach, Śląsku, w Czechach i Austrii, gromadząc olbrzymi zasób informacji o zawartości i dokumentację wielu tysięcy zespołów archiwalnych (w centralnych, miejscowych, kościelnych i rodowych zbiornicach), bibliotek naukowych i historycznych, kolekcji muzealnych, czy prywatnych zbiorów mniejszości czeskiej w Austrii. Mając niebywałe rozeznanie w zasobach źródeł historycznych i kulturowych i biegłość badawczą, napisał i opublikował po czesku, niemiecku i nawet po polsku łącznie kilkadziesiąt artykułów w uznanych czasopismach naukowych (m.in. w warszawskim „Miesięczniku Heraldycznym”) oraz prac wydanych własnym nakładem, jak i mnóstwo rozproszonych przyczynków o charakterze popularyzatorskim. Były to głównie prace genealogiczne i heraldyczne poświęcone szlachcie i mieszczaństwu oraz dziejom i kulturze krajów Korony Czeskiej. Kilka książek poświęcił historii rodzinnych stron, opracował też i wydał drukiem genealogię własnego rodu. Przygotował również w języku polskim opracowanie oparte na nieznanych dotąd źródłach pt. Rycerstwo polskie na Morawie w XV–XIII wieku, które pozostało w rękopisie. Najważniejszym jednak dziełem Pilnáčka są Staromoravští rodové, dla których powstania inspiracją była renesansowa „biblia” morawskiej genealogii Zrcadlo slavného Markrabství moravského Bartosza Paprockiego z 1593 roku. Badacz z Černé Horý postanowił uzupełnić ją o pomniejsze i nieznane historykom rody dawnych Moraw. W efekcie wieloletnich poszukiwań, stworzył 300 lat po Paprockim najbardziej obszerne i kompletne dzieło, będące pomocą niezbędną w poznawaniu dziejów staromorawskiej szlachty, jej herbów, siedzib, zamków, miast, wsi i zabytków sztuki.
Swój majątek w postaci cennego księgozbioru specjalistycznego, przebogatej dokumentacji źródłowej i rękopisów prac zapisał w testamencie Morawskiemu Archiwum Krajowemu (Moravský zemský archiv) w Brnie wraz z autorskimi prawami majątkowymi do dysponowania i publikowania jego dzieł. Sporą część z nich opracowano i wydano pośmiertnie zgodnie z wolą autora. Wraz z życzliwie wspierającą go za życia małżonką spoczywa na cmentarzu ewangelickim w wiedeńskim Simmeringu.
Był członkiem znanych towarzystw naukowych: Heraldisch-Genealogische Gesellschaft Adler w Wiedniu (od 1912 roku), Herold – Verein für Heraldik, Genealogie und verwandte Wissenschaften w Berlinie-Dahlem (członek-korespondent od 1939 roku) i Muzejní spolek w Brnie (od 1929 roku).
Nazwisko Josefa Pilnáčka jest znane każdemu genealogowi i heraldykowi w Europie Środkowej, głównie dzięki dwóm obszernym, rzetelnie opracowanym zbiorom genealogii szlachty Moraw i Śląska. Ów naukowiec amator, tytan kwerend i pracy badawczej, prawdziwy czeski patriota, znany z wielkiej życzliwości dla ludzi, jest dziś jednym z częściej cytowanych genealogów z i w tej części kontynentu.

## Publikacje

### Śląsk
- Rody starého Slezska (wyd. 1 niepełne, 1969–1973; wyd. 2, t. 1–5, 1991–1998; wyd. 3, 2010) – kompendium genealogii i heraldyki przeszło 2000 rodów śląskich do połowy XVIII wieku
- Genealogie Podstatských z Prusinovic (wyd. 1 czes., 1929)
- Genealogie der Familie Podstatzky von Prusinowitz (wyd. 2 niem., 1936; Forsetzung 4.C. Genealogie der Grafen Postatzky-Lichtenstein, Freiherrn von Prusinowitz, 1980)
- Die älteste Genealogie der Grafen Wilczek (1936)
- Die älteste Genealogie der Grafen Welczek von Dubensko des Stammes Rassycz (1938)
- Genealogie der schlesischen uradeligen Familie der Donat von Gross-Polom (1938)
- Genealogie der schlesischen uradeligen Familie von Donat (1939)
- Heraldik und Genealogie alter Geschlechter des ostrauer Gebietes (1943)
- Von den ältesten bekannten schlesischen Ahnen-und Adelsnachweisen (1951)
- Familiengeschichte der Familie Pelka v. Borislawitz aus Schlesien, sowie anderer Pelka Familien im schles.-mährischen Raum (1971)

### Morawy
- Staromoravští rodové (wyd. 1 w zeszytach, 1926–1930; wyd. 2, 1930; wyd. 3, 1972; wyd. 4, 1996; wyd. 5, 2011)  – kompendium genealogii i heraldyki blisko 3200 rodów morawskich do połowy XVII wieku
- Neznámé rody a znaky staré Moravy (wyd. 1, 1983; wyd. 2 uzup., 2010) – uzupełnienie dzieła Staromoravští rodové
- Dějiny rodu Pilniaczků z Radostic a svobodnické rodiny Pilniaczků (1920)
- Paměti městyse Černé Hory (wyd. 1, 1926; reprint, 2010)
- Paměti města Blanska a okolních hradů (wyd. 1, 1927; wyd. 2 rozsz., 2005; reprint wyd. 1, 2011)
- Nový hrad u Blanska (1927)
- Adamovské železárny 1350–1928 (1928)
- Siegel und Wappen des Stadtarchives M. Ostrau (1943)
- 250 let blanenských železáren (1948)

### Czechy
- Královéhradecké, chrudimské, pražské a jiné rodiny erbovní a měšťanské (1919)
- Genealogie Lipovských z Lipovic (1937)
- Rodokmen a vývod Tomas Garrigue Masaryka (1927; reprinty: 1930, 1990, 1999)

### Inne
- Občanské znaky (2009) – omówienie blisko 1800 herbów mieszczańskich z Czech, Moraw i Śląska, z XVI–XIX wieku
- Znamení a znaky nešlechticů (občanská heraldika), „Časopis Rodopisné společnosti československé v Praze”, R. V, 1933 (odbitka, 1934; nowa edycja, 2004:  wersja elektroniczna, pdf)
- Familienchronik des Geschlechts von der Dressel mit einem Beitrag zur frühen europäischen Heraldik (1952)
- Paběrky z vídeňských archivů (2012)